# Buuz
I buuz (in mongolo Бууз, traslitterato buryat, al plurale bʊːt͡s (ɐ), traslitterato buuza) sono un tipo di ravioli al vapore tradizionali della Mongolia, Mongolia Interna (Cina) e della Buriazia (Russia).

## Etimologia
L'origine etimologica del buuz è in Cina, dove è noto come baozi (包子S), un termine che indica lo gnocco al vapore in lingua mandarina.

## Caratteristiche
Tipico esempio di cucina mongola e buriata, i buuz sono grossi gnocchi al vapore ripieni di carne di montone o manzo macinata, aromatizzata con cipolla e/o aglio e infine salata. Occasionalmente, sono aromatizzati con semi di finocchio germogliati e altre erbe stagionali. Il ripieno può anche contenere purè di patate, cavoli o riso in sostituzione alla carne. La polpetta viene quindi avvolta in un piccolo fagotto di pasta in cui viene lasciata una piccola apertura nella parte superiore. Durante la cottura al vapore, l'impasto cattura i succhi della carne. I buuz vengono in genere mangiati con le mani.
Vengono consumati con insalate e pane fritto e accompagnati da bevande come il süütei tsai (tè con latte) o la vodka. I buuz vengono consumati in grandi quantità durante tutto l'anno, specialmente durante le celebrazioni del Tsagaan Sar, il Capodanno mongolo, che di solito cade a febbraio.

## Alimenti simili e varianti
Quando vengono fritti, i buuz vengono nominati khuushuur.
Esiste una variante ridotta dei buuz che prende il nome di bansh, che si consumano in una zuppa.